# دانيلو رينالدي
دانيلو رينالدي (بالإيطالية: Danilo Ezequiel Rinaldi)‏ هو لاعب كرة قدم سان مارينوي، ولد في 18 أبريل 1986 في سان نيكولاس دي لوس آرويوس في الأرجنتين. شارك مع منتخب سان مارينو لكرة القدم. أما مع النوادي، فقد لعب مع تشاكاريتا جيونيورز ونادي لا فيوريتا.

## وصلات خارجية
- دانيلو رينالدي على موقع الاتحاد الأوربي (الإنجليزية)
- دانيلو رينالدي على موقع قاعدة بيانات كرة القدم.إي يو (الإنجليزية)
- دانيلو رينالدي على موقع ناشيونال فوتبول تيمز (الإنجليزية)
- دانيلو رينالدي على موقع Soccerway.com (الإنجليزية)